# Jelle Zeilinga de Boer
Jelle Zeilinga de Boer (* 1934; † 23. Juli 2016 in Middletown, Connecticut) war ein niederländischer Geologe und Professor an der Wesleyan University.

## Leben und Wirken
Jelle Zeilinga de Boer absolvierte sein Bachelor- und Promotionsstudium an der Universität Utrecht. Anschließend zog er 1963 in die USA, wo er als Postdoktor gemeinsam mit dem Geologen Jim Balsley an der Wesleyan University im Bereich des Paläomagnetismus forschte. 1977 wurde er zum George I. Seney Professor of Geology ernannt und später war er Harold T. Stearns Professor of Earth Sciences. Ab den 1970er Jahren war er auch an dem an der University of Rhode Island ansässigen Marine Sciences Institute tätig. Dort war er Doktorvater von Robert Ballard, dem späteren Entdecker der Wracks der Titanic und der Bismarck.
Ursprünglich zog de Boer in die USA, um die Appalachen zu studieren. Während seiner Forschungskarriere konzentrierte er sich auf die Tektonik der Appalachen, Südostasien sowie Süd- und Mittelamerika.
Am 23. Juli 2016 starb de Boer im Alter von 81 Jahren an den Folgen von Bauchspeicheldrüsenkrebs zu Hause im Kreise seiner Familie. Er hinterließ seine Frau, einen Sohn und zwei Töchter.

## Werke
- Volcanoes in Human History: The Far-Reaching Effects of Major Eruptions (2002)
- Earthquakes in Human History: The Far-Reaching Effects of Seismic Disruptions (2004)
- Stories in Stone: How Geology Influenced Connecticut History and Culture (2009)
- New Haven’s Sentinels: The Art and Science of East Rock and West Rock (2013)